# Sparnopolius teniurostris
Sparnopolius teniurostris är en tvåvingeart som först beskrevs av Roberts 1928.  Sparnopolius teniurostris ingår i släktet Sparnopolius och familjen svävflugor. Inga underarter finns listade i Catalogue of Life.